# Награда Миодраг Ђукић
Награда „Миодраг Ђукић“ је признање које Удружење драмских писаца Србије додељује појединцима и установама које афирмишу драмско стваралаштво и доприносе раду Удружења.

## Историјат
Посебна награда „Бранислав Нушић“ за афирмацију драмског стваралаштва и допринос у раду Удружења драмских писаца Србије, институционализована је на годишњој скупштини УДПС 2000. године. Састоји се од бронзане плакете и дипломе. 
Преименована је 2010. године и носи назив Награда „Миодраг Ђукић“ — у част дугогодишњег председника и једног од оснивача Удружења, министра културе и иницијатора пројеката: Едиције „Савремена српска драма“, часописа Драма, споменика и годишњег помена Браниславу Нушићу

## Добитници
- 2000. године — Братислав Петковић
- 2001. године — Завод за проучавање културног развитка
- 2002. године — Живорад Ајдачић
- 2003. године — Милош Матијаш
- 2004. године — Недељко Бодирога
- 2005. године — Љубинко Јелић
- 2006. године — Миња Обрадовић
- 2007. године — Петар Павловић
- 2008. године — Божидар Стошић
- 2009. године — Радомир Путник
- 2010. године — Предраг Бајо Луковић
- 2011. године — Снежана Кутрички
- 2012. године — Момчило Ковачевић
- 2013. године — Милисав Миленковић и Селимир Радуловић
- 2014. године — Слободан Вујовић
- 2015. године — Живорад Ајдачић
- 2016. године — Бошко Сувајџић и Предраг Богдановић Ци
- 2017. године — Милан Јелић и Милан Цаци Михаиловић
- 2018. године — Зоран Стефановић и Владимир Ђорђевић